# Geomyphilus essigi
Geomyphilus essigi är en skalbaggsart som beskrevs av Saylor 1935. Geomyphilus essigi ingår i släktet Geomyphilus och familjen Aphodiidae. Inga underarter finns listade i Catalogue of Life.